# Das Holzschiff
Das Holzschiff ist ein Roman von Hans Henny Jahnn und der erste Band der Trilogie Fluss ohne Ufer, des Hauptwerks des Schriftstellers.

## Inhalt
Die „Lais“, ein prächtiges Holzschiff, dessen Reiseziel geheim bleibt, wird mit einer mysteriösen und offenbar gefährlichen Fracht beladen und reist ab. Der Kapitän Waldemar Strunck, seine Tochter Ellena und ihr Verlobter Gustav Anias Horn quartieren sich an Bord ein. Hinzu kommt der Superkargo Georg Lauffer, ein vom Reeder im Staatsdienst beauftragter und wenig durchschaubarer Transportchef. Gustav reist zunächst als blinder Passagier, weil er die Nähe Ellenas nicht missen will. Er entdeckt nach deren spurlosem Verschwinden geheime Gänge und Schächte auf dem Schiff. Auf der Suche nach seiner Verlobten schwindet mit Stunden und Tagen jedoch jegliche Zuversicht, sie noch lebend zu finden. Die geheimnisvolle Fracht wird zunehmend zum Gegenstand von Gerüchten und phantastischen Spekulationen. Die Mitglieder der Schiffsbesatzung nehmen das Geheimnis um die Fracht zunehmend als Bedrohung wahr. Während ein Sturm ausbricht, dringt die Besatzung meuternd in die verschlossenen Laderäume ein. Sie findet aber nur leere Kisten und glaubt, eine verborgene Tür entdeckt zu haben. Der Superkargo, der Ellena vor ihrem Verschwinden als letzter gesehen hat, und Gustav lassen auf der Suche nach ihr eine Metallplatte aufbrechen. Damit strömt Wasser ins Schiff. Es sinkt. Die Mannschaft kann sich in die Boote retten. Dabei sieht sie mit Entsetzen eine mit dem Schiff sinkende Galionsfigur, deren üppige Frauenschenkel den Vorsteven umklammern; niemand hatte sie zuvor auf dem Schiff gesehen.

## Entstehung, Rezeption und literarische Wertung

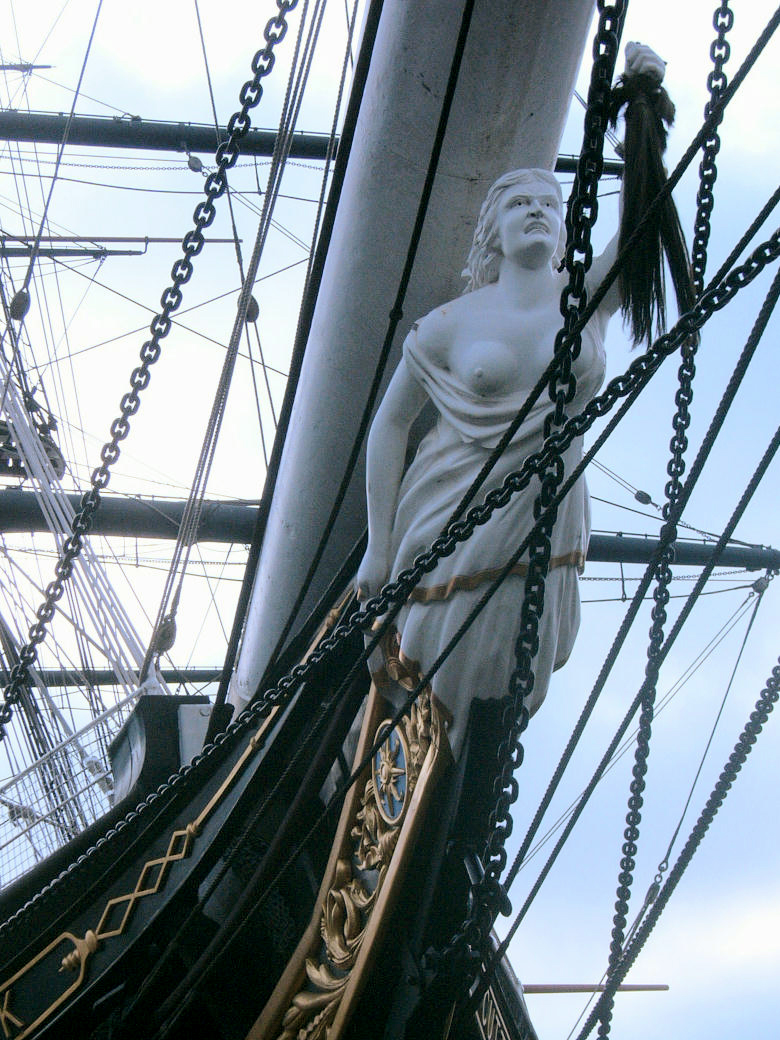
„… zeigte sich die Galionsfigur. Aller Augen hingen an ihr […] Ein Bild wie aus gelbem Marmor […] Statue einer schimmernden […] Göttin.“.

Der in den Jahren von 1934 bis 1947 entstandene Roman ist ein Prolog zu „Die Niederschrift des Gustav Anias Horn, nachdem er 49 Jahre alt geworden war“, dem Hauptteil von Jahnns Trilogie „Fluss ohne Ufer“. Das Buch wurde zunächst als deutscher Seefahrtsroman betrachtet und verglichen mit den Romanen der englischsprachigen Schriftsteller Joseph Conrad und Herman Melville; andere sahen ihn als Kriminalroman, Jochen Vogt deutet ihn als „allegorischen Detektivroman“. Allerdings erfährt man in diesem Buch noch nicht, wer der Mörder Ellenas (der Matrose Tutein, wie sich im folgenden Trilogieband herausstellt) ist. Die Handlung ist verrätselt, das Geschehen unwirklich. Das Schiff hat labyrinthische Räume. Die Menschen haben Ängste und Fantasien und fühlen sich ohnmächtig. Vieles, vor allem die Galionsfigur, ist als Allegorie zu deuten. In einem Brief an Werner Helwig schreibt Jahnn, dass „der ganze Roman nur von diesem Zeitbegriff, nämlich vom unveränderbaren Schicksal, das sich mit allen Mitteln der Zeit ankündigt“, handelt. Jahnns Sprachstil – er verwendet meist Hauptsätze – ist eher konventionell, doch voll schöner und ungewohnter Bilder. Der offene Schluss und die unbeantworteten Fragen leiten zum Hauptteil über, den beiden Bänden Die Niederschrift des Gustav Anias Horn, nachdem er 49 Jahre alt geworden war, in denen das rätselhafte Verschwinden Ellenas aufgeklärt wird und wo der Verlobte Ellenas als Protagonist Horn zusammen mit dem Mörder Tutein ein schuldverstricktes gemeinsames Leben führt. Peter Suhrkamp wollte Das Holzschiff in dieser unvollendeten Form nicht bei S. Fischer verlegen, weshalb Jahnn zunächst geplant hatte, den neun Kapiteln des Buches ein zehntes anzuhängen; es wurde weit mehr, es entstand auf diese Weise dann mit dem Fluss ohne Ufer eines der wichtigsten Werke der deutschen Literatur des 20. Jahrhunderts.
Die Wochenzeitung Die Zeit hat Das Holzschiff auf ihre Liste der „50 wichtigsten Bücher für eine Schülerbibliothek“ gesetzt.
Detlev Glanert komponierte eine Opernfassung des Holzschiffs. Sie wurde am 9. Oktober 2010 in einer Inszenierung von Johann Kresnik im Nürnberger Staatstheater uraufgeführt.

## Sprachstil
Beachtenswert an Jahnns Sprache ist die Beschreibung der emotionalen Verfassung, die oft die wörtliche Rede und eigentliche Handlung ersetzt. Diese präzise beschriebenen Gefühle werden durch nicht weiter vertiefte Gespräche, innere Monologe oder Gedankenkonstrukte aufgerufen, wobei die semantische Rolle des "Patiens" deutlich überwiegt. Beispiele dafür sind:

„… So gab er hastige und oberflächliche Erwägungen zumbesten, die keinen anrührten. …“

„… Die Nachbarn entsetzten sich tiefer als zuvor. Aber sie entgegneten nichts. …“

„… Ein wilder Strom von Worten und Gleichnissen. Gustav war wie betäubt. Er war unfähig zu ergrübeln, wie diese Begegnung enden sollte. …“

„… Seine Stimme belebte sich mehr und mehr, um schließlich die Höhe pathetischer Kraft zu gewinnen …“

„… Über Waldemar Struncks Gesicht ging ein drohender Schein. Man erkannte, er bezwang eine große Gemütsbewegung. …“

Beispiele für die bildreiche Sprache sind:

„… Die Stunden wurden augenscheinlich in brüchige Formen gegossen …“

„… Man wurde an das knorrige finstere Dachgeschoß eines alten Speichers erinnert, an Mühlen die an den Sünden ihrer Besitzer geisterhaft verödeten. …“

„… Seine zu Ausschweifungen bereite Einbildungskraft hatte den Mißbrauch des beschatteten Herzens eingestellt. Jedenfalls waren die inwendigen Wunden unter guten Pflastern versteckt. …“

## Figuren im ersten Teil des Romans
Ellena ist die Frauengestalt an Bord des Schiffes und muss sich den Eifersüchten und Verliebtheiten der Besatzung stellen.
Gustav Anias Horn ist die Hauptfigur und der Verlobte Ellenas, der mit Wissen des Superkargos und des Kapitäns als Blinder Passagier an Bord geht und anfangs nur wegen der Proteste Ellenas geduldet wird. Nach ihrem Verschwinden wird Gustav mit der Aufgabe betraut, das Schiff nach Ellena abzusuchen.
Waldemar Strunck ist Kapitän und Vater Ellenas.
Superkargo Georg Lauffer reist im Auftrag des Reeders und als Staatsdiener mit und überwacht die geheime Ladung, er wird während der aussichtslosen Suche nach Ellena als Mörder denunziert und glaubt alle zum Feind zu haben.
Alfred Tutein, Leichtmatrose. Erwähnung des Mörders und späteren Wegbegleiters:
„… Ein Mund zischte, flüsterte ein Wort: »Gefahr«. Die Tür fiel wieder ins Schloß. Es war der Leichtmatrose gewesen. Alfred Tutein, achtzehn Jahre alt. …“ S. 76 ebd.
„… Alfred Tutein, dieser gespensterhaft schleichende Jüngling, der es darauf angelegt hatte, sich immer wieder finden zu lassen, wartete nur darauf angesprochen zu werden …“ S. 164 ebd.
„… Alfred Tutein gab dunkle Aufklärung, behilfliche Lügen und zornentbrannte Beteuerungen der Viehhändler und Roßtäuscher. Klatsch, der mit seiner Überfülle, seiner Ungenauigkeit, seiner zähen Raserei die Verstocktheit der einfältigen Menschen abbildete. …“ S. 166 ebd.
Paul Raffzahn, Koch. 
Klemens Fitte, Zimmermann, erzählt in Kapitel V die Geschichte seines Lebens und gleich daran anschließend die Geschichte von Kebad Kenya, die dem Kapitel seinen Namen gibt; "Mann, zweihundert Jahre begraben". Die beiden Geschichten stehen ungefähr in der Mitte der Handlung. Sie gehören nicht zur Handlung im engeren Sinne, vertiefen und erweitern aber die in den Monologen und Gesprächen der Figuren abgehandelten Themen des Buches.
Ein Küchenjunge.

## Zitat
„Wie wenn es aus dem Nebel gekommen wäre, so wurde das schöne Schiff plötzlich sichtbar. Mit dem breiten gelbbraunen, durch schwarze Pechfugen gegliederten Bug und der starren Ordnung der drei Masten, den ausladenden Rahen und dem Strichwerk der Wanten und Takelage. Die roten Segel waren eingerollt und an den Rundhölzern verschnürt. Zwei kleine Schleppdampfer, hinten und vorn dem Schiff vertäut, brachten es an die Kaimauer.“

„Die Auslieferung an das Gericht.“

## Werkausgaben

### Deutsche Ausgaben
- 1949: Weismann, München
- 1959: Europäische Verlagsanstalt, Frankfurt
- 1963: Bertelsmann Lesering, Gütersloh
- 1964: dtv (sonderreihe 33), München
- 1974: Hoffmann und Campe, Hamburg (mehrere Ausgaben, zuletzt: ISBN 3-455-10319-7)
- 1985: Kiepenheuer, Leipzig und Weimar
- 1998: Steidl, Göttingen (zuletzt: 2002), ISBN 3-88243-551-8.
- 2000: Suhrkamp, Frankfurt am Main, ISBN 3-518-39642-0.

### Übersetzungen
- 1966: Italienisch (La nave di legno)
- 1969: Polnisch (Drewniany statek)
- 1970: Englisch (The Ship)
- 1974: Norwegisch (Treskipet)
- 1993: Französisch (Le navire de bois), ISBN 2-7143-0494-X.
- 2013: Russisch (Деревянный корабль)
- 2019: Estnisch (Puulaev), ISBN 9789949683727